# Killzone: Ascendancy
Killzone Ascendancy è un libro basato sul videogioco Killzone 3 scritto da Sam Bradbury.